# حرب كاراكلا الفرثية

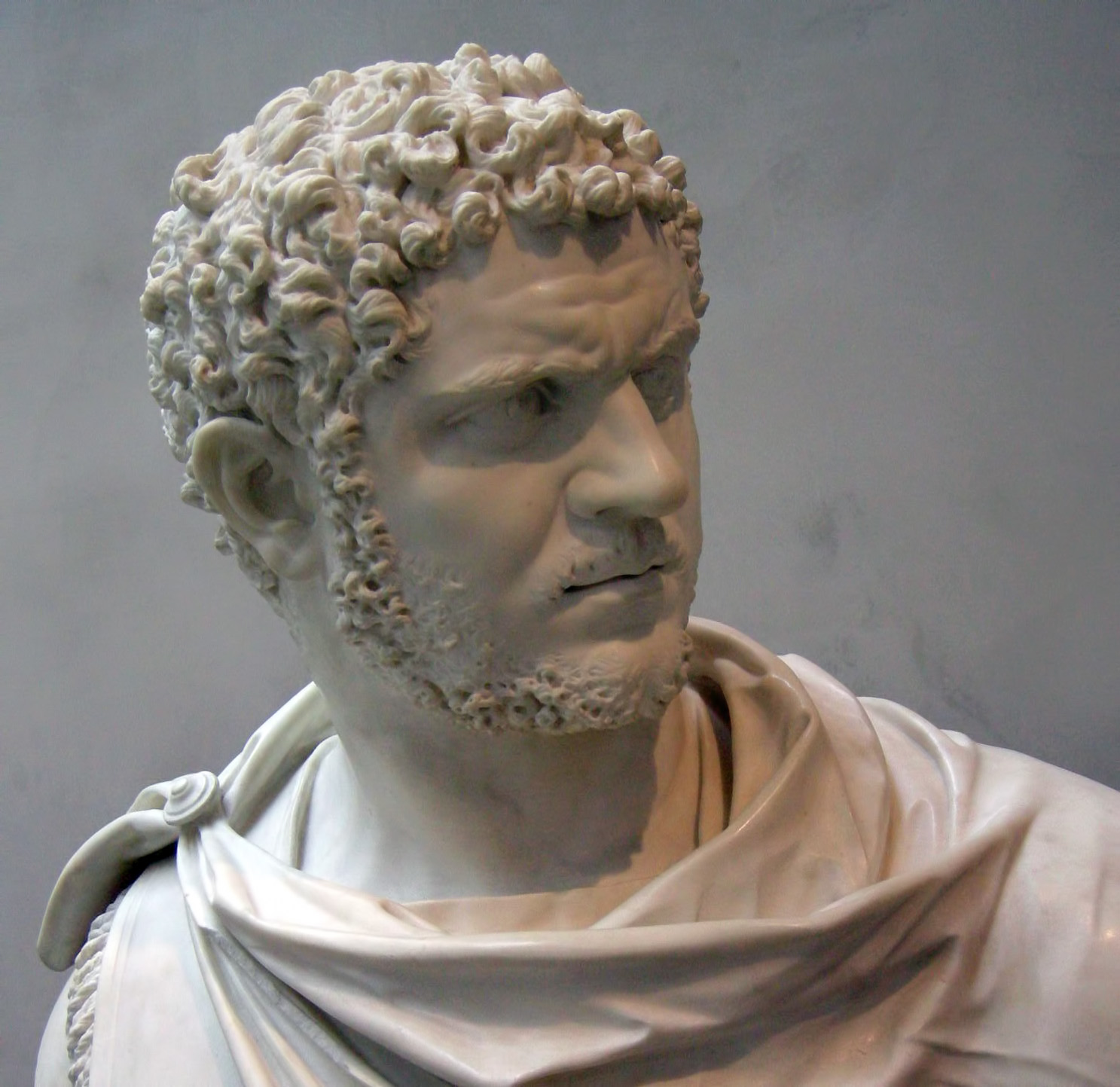
كاراكلا (حكم من 198 حتى 217)

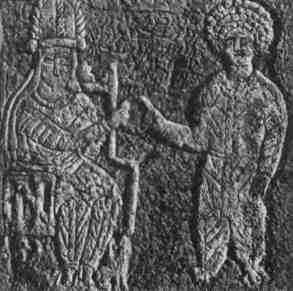
مجسم أرتابانوس الخامس (يسار)، شوشان

كانت حرب كاراكلا الفرثية حملة فاشلة من قبل الإمبراطورية الرومانية تحت قيادة كاراكلا ضد الإمبراطورية الفرثية في 216 و217م. كانت ذروة فترة أربع سنوات، تبدأ في 213، عندما قاد كاراكلا حملة مطولة في وسط وشرق أوروبا والشرق الأدنى. بعد التدخل لإسقاط الحكام في الممالك العميلة المتاخمة لفرثيا، غزا كاراكلا في عام 216 الفرثيين باستخدام اقتراح زفاف فاشل لابنة ملك فرثي كذريعة حرب. نفذت قواته حملة مذابح في المناطق الشمالية من الإمبراطورية الفرثية قبل الانسحاب إلى آسيا الصغرى، حيث اغتيل في 217 أبريل. انتهت الحرب في العام التالي بعد معركة شديدة في نصيبين انتصرت فيها فرثيا. دفع الرومان مبلغًا ضخمًا من تعويضات الحرب إلى الفرثيين.

## الأحداث التي أدت إلى الحرب
في السنوات التي سبقت الحرب مباشرة، عانت فرثيا بسبب صراع بين نجلي الملك فولوغاسيس الخامس. لقد خلف فولوغاسيس السادس والده في 208، لكن تمرد شقيقه أرتابانوس الخامس وأعلن نفسه ملكًا بعد ذلك بوقت قصير. في حين كانت لأرتابانوس اليد العليا في النهاية، رغم عدم هزيمة شقيقه تمامًا، فقد زعزع الصراع الممالك المجاورة أرمينيا والرها في المنطقة العازلة بين الإمبراطوريتين الرومانية والفرثية. استغل كاراكلا الصراع الأهلي في كلتا المملكتين من أجل توسيع القوة الرومانية في المنطقة وتمهيد طريق التقدم إلى فرثيا. ولأن أرمينيا والرها كانتا في مجال النفوذ الفرثي في هذا الوقت - لقد تأرجحت أرمينيا بين كونها دولة عميلة للرومان أو للفرثيين لأكثر من قرن - فقد كان من الواضح أنه رأى تأسيس الهيمنة الرومانية كوسيلة لتقليل قوة الفرثيين وتهيئة نفسه لتحرك نهائي ضد فرثيا نفسها.
وفقا للمؤرخ الروماني كاسيوس ديو، أثار ملك الرها أبجر العاشر استياءً بين شعبه من خلال حكمهم بقسوة. استخدم كاراكلا هذا كذريعة لإسقاط أبجر، حيث استدعاه إلى اجتماع ثم سجنه. ومع خروج أبجر، شرع كاراكلا في ضم الرها وجعلها مقاطعة رومانية. وبعد ثلاث سنوات، تدخل في نزاع أهلي بين خسروف الأول ملك أرمينيا وأبنائه. عرض الإمبراطور التوسط في نزاعهم لكنه شرع في سجن الملك وأبنائه المتخاصمين، مما أثار انتفاضة بين الأرمن. كانت الانتفاضة لا تزال جارية وقت وفاة كاراكلا عام 217.
سافر كاراكلا إلى شرق البحر الأبيض المتوسط في 215 وبقي في المنطقة لبقية فترة حكمه، مما جعل أنطاكية عاصمته الفعلية خلال هذه الفترة. أفاد هيروديان أن كاراكلا سعى إلى ربط نفسه بالإسكندر الأكبر - ليصبح «ألكسندر» - عندما سار إلى آسيا الصغرى عبر مقدونيا، وأمر ببناء العديد من تماثيل الغزو في روما وأماكن أخرى باعتبارها نتيجة. أفاد كل من ديو وهيروديان بأن كاراكلا سافر إلى الإسكندرية في مصر لتقديم احترامه في قبر الملك المقدوني ولكن بدلًا من ذلك ارتكب مذبحة كبيرة للسكان المحليين في 215.

## الحملة الفرثية والاغتيال
خلال شتاء 215/16، بقي كاراكلا في نيقوميديا مع الجيش الروماني يستعد لشن حملة ضد الأرمن والفرثيين. وفقًا لديو، تذرع كاراكلا في شنه للحرب في رفض الملك الفرثي فولوغاسيس السادس للإفراج عن زوج من الرهائن - تيريديس الأرميني والفيلسوف الساخر أنطيوخس. تم إرسال الرهائن إلى كاراكلا عندما خُلع فولوغاسيس من قبل شقيقه أرتابانوس مما حرم الإمبراطور مؤقتًا من حالة الحرب.
بدلًا من ذلك، اخترع كاراكلا أساسًا جديدًا للحرب، مع أن ديو وهيروديان يقدمان روايات متضاربة لما حدث. يسجل كِلا المؤرخين أن كاراكلا بَرر حربه على أساس رفض أرتابانوس طلب الإمبراطور للزواج من ابنة الملك الفرثي. يذكر ديو أن أرتابانوس رفض لأنه يعتقد، على الأرجح بشكل صحيح، أن كاراكلا سيستخدم الزواج كذريعة لضم فرثيا. يقدم هيروديان نسخة مختلفة، مشيرًا إلى أن أرتابانوس قد خشي بسبب طلبات كاراكلا ووافق على الزواج. وخلال احتفال بوصول كاراكلا، ربما في القصر الملكي الفرثي في أربيلا، أمر كاراكلا قواته بذبح العروس والضيوف. يكتب هيروديان:

ثم نفذ الجيش الروماني حملة مذابح في فرثيا، مع اقتصار منطقة عملياته على ما يبدو على شمال بلاد ما بين النهرين ومملكة حدياب الموالية للفرثيين. قد يكون هذا مقصودًا على هذا النحو كإظهار للقوة الرومانية أكثر من محاولة جادة لغزو فرثيا. يصف كاسيوس ديو كيف أن كاراكلا: 
 دمر الآن قسمًا كبيرًا من البلاد حول ميديا من خلال توغل مفاجئ، ونهب العديد من القلاع، وانتصر على أربيلا، ونبش القبور الملكية للفرثيين، وتناثرت العظام حولها. كان هذا أسهل بالنسبة له في تحقيقه حيث أن الفرثيين لم ينضموا إلى المعركة معه... لجأ البرابرة إلى الجبال الواقعة خلف نهر دجلة من أجل استكمال استعداداتهم، لكن أنطونيوس [كاراكلا] قمع هذه الحقيقة وأخذ الفضل لنفسه بنفس القدر كما لو أنه هزم هؤلاء الأعداء تمامًا، الذين لم يرهم في الواقع حتى. 
 في وقت حلاحق، أبلغ كاراكلا مجلس الشيوخ الروماني برسالة مفادها أن فرثيا قد هُزمت وأنه حصل على لقب بارثيكوس ماكسيموس، «فاتح فرثيا العظيم»، ليتوافق مع ألقابه الحالية بريتانيكوس مكسيموس وجرمانيكوس مكسيموس (في إشارة إلى الحملات السابقة في بريطانيا وألمانيا). قضى الجيش الشتاء في إديسا، ولكن اغتيل كاراكلا في 8 أبريل عام 217 أثناء التبول على جانب الطريق. أعاد الفرثيون تجميع صفوفهم، وحاربوا الرومان إلى طريق دموي مسدود في معركة نصيبين. أنهى خليفته، ماكرينوس، الحرب في 218 من خلال دفع تعويضات للفرثيين تصل إلى 50 مليون دينار.